# NGC 6335
NGC 6335 је група звезда у сазвежђу Шкорпија која се налази на NGC листи објеката дубоког неба.
Деклинација објекта је - 30° 9' 49" а ректасцензија 17h 19m 31,8s. Привидна величина (магнитуда) објекта NGC 6335 износи 7,8. NGC 6335 је још познат и под ознакама ESO 454-**10.